# Courant glaciaire

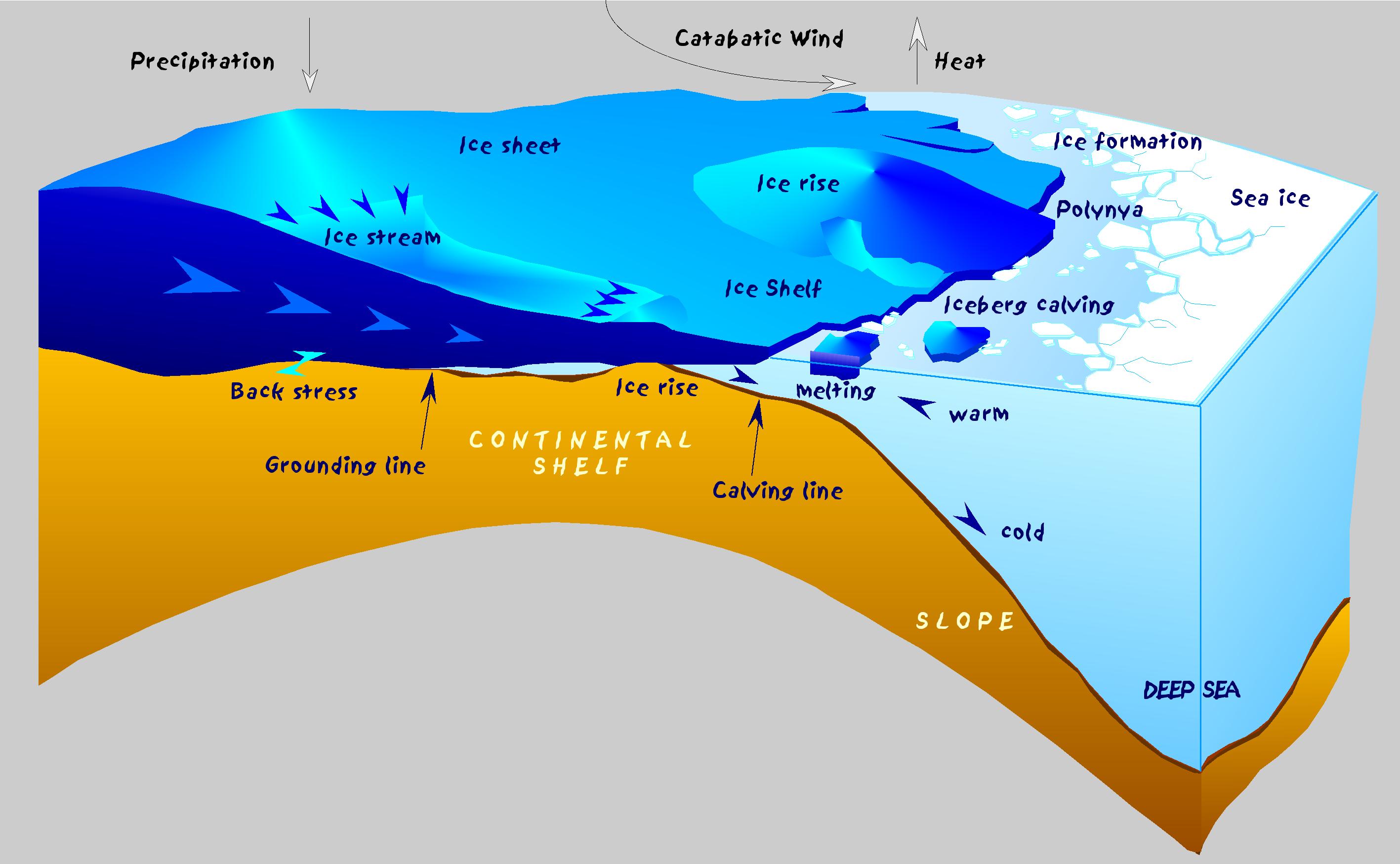
Schéma montrant le processus de formation d'une barrière de glace (en) à partir d'un courant glaciaire.

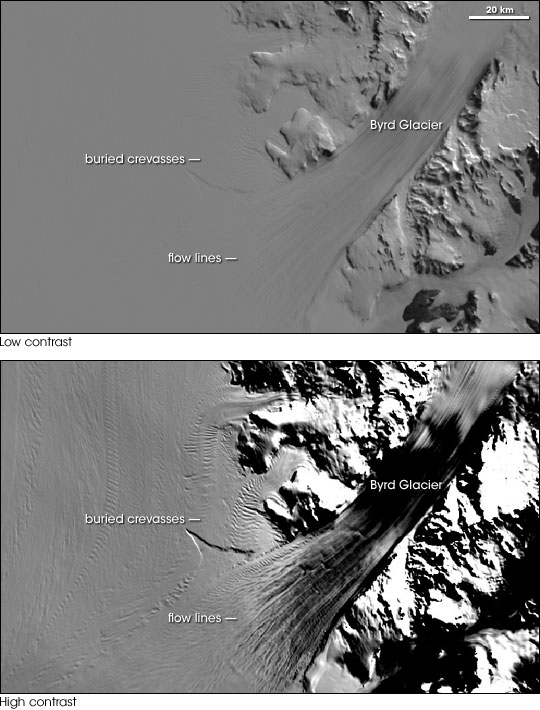
Image satellite du glacier Byrd en Antarctique montrant le chenal d'écoulement du courant glaciaire.

Un courant glaciaire, en anglais ice stream, est un type de glacier formé à partir de la glace d'un inlandsis et progressant à très grande vitesse, jusqu'à un kilomètre par an. Ils sont un des moyens d'évacuation de la glace en bordure des inlandsis avec les glaciers émissaires.

## Caractéristiques
Les courants glaciaires peuvent mesurer jusqu'à une cinquantaine de kilomètres de largeur, deux kilomètres d'épaisseur et plusieurs centaines de kilomètres de longueur. Ce sont notamment eux qui donnent naissance à la barrière de Filchner et à la barrière de Ross qui sont les deux prolongements de l'inlandsis antarctique respectivement sur les mers de Weddell et de Ross. En Antarctique, les courants glaciaires représentent 10 % du volume des glaces. Le plus grand courant glaciaire du monde est, avec plus de 400 kilomètres de longueur et 100 kilomètres de largeur, le glacier Lambert qui débouche dans la baie de Prydz et forme la barrière d'Amery.
Il existe aussi des courants glaciaires au Groenland mais ils ne forment pas de barrières de glace.
La vitesse élevée des courants glaciaires est essentiellement basale ce qui provoque un important cisaillement de la glace qui forme des crevasses, se déforme et se recristallise.
Les causes de formation des courants glaciaires sont variées : la combinaison d'eau liquide sous-glaciaire et d'un sol formé de sédiments meubles peuvent faciliter et accélérer l'écoulement de la glace.
Les courants glaciaires peuvent être canalisés entre deux montagnes et ressemblent alors à des glaciers de vallée de très grandes dimensions.